# Józef Makosz (delegat)
Józef Makosz – mieszkaniec Niemodlina (Falkenberg O.S.), delegat na Polski Sejm Dzielnicowy obradujący w Poznaniu w dniach od 3 do 5 grudnia 1918 roku. Jeden z czwórki delegatów na Sejm wybranych przez Polaków zamieszkujących teren powiatu niemodlińskiego (Landkreis Falkenberg O.S.).